# Monjukli Depe
Koordinaten: 36° 50′ 54″ N, 60° 25′ 4″ O

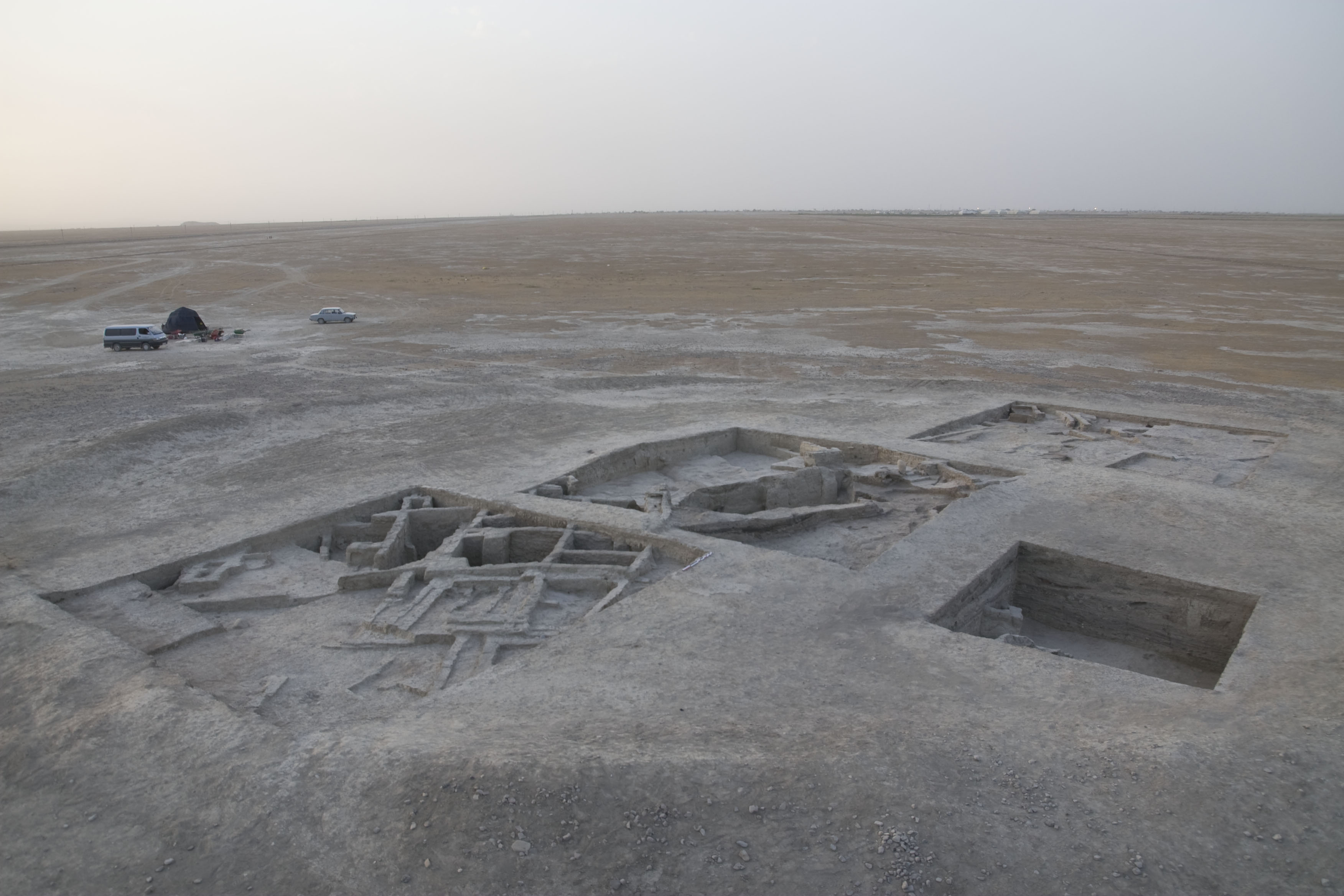
Übersichtsfoto von Südosten (Unit B, C, D und E)

Monjukli Depe ist ein am nördlichen Rand des Kopet Dag gelegener Fundort im Süden von Turkmenistan. Die Grabungsstätte weist Befunde aus dem späten Neolithikum der Dscheitun-Kultur und dem frühen Äneolithikum (Kupfersteinzeit) auf. Die prähistorische Siedlung liegt in einer ariden Schwemmebene, die im Norden durch die Karakum-Wüste und im Süden durch die Hänge des Kopet Dag begrenzt wird. Das Gebirge markiert auch die heutige politische Grenze zum Iran. Etwa drei Kilometer westlich des Ortes verläuft das Wadi Meana, an dem sich auch das moderne Dorf Meana befindet. Unweit des prähistorischen Dorfes befindet sich auch die große bronzezeitliche Siedlung Altyn Depe.

## Forschung
Erste Ausgrabungen fanden 1959 durch Aleksandr A. Marushchenko statt und wurden später durch seinen Kollegen O. K. Berdiev fortgeführt. Die Ergebnisse dieser ersten Untersuchung wurden in einem vorläufigen Bericht zusammengetragen. Im Jahr 2010 wurde das Potential des Grabungsortes durch Susan Pollock und Reinhard Bernbeck erkannt, was zum Anlass für fünf weitere Ausgrabungskampagnen (2010–2014) vor Ort genommen wurde.

## Chronologie
Der Fundort ist für eine regionale Chronologie wichtig, weil hier äneolithische über neolithischen Schichten vorkommen. Allerdings haben die neuen Grabungen einen langen Siedlungsbruch zwischen dem Ende der neolithischen Besiedlung (Schichten X-V, 6200-5600 BCE) und der äneolithischen Wiederbesiedlung (Schichten IV bis I, 4650-4340 BCE) festgestellt. Die Besonderheiten des Ortes führten zur Definition eines „Meana-Horizonts“, der regional auf die Kaka-Region begrenzt zu sein scheint und zeitlich der Anau IA-Phase vorhergeht.

## Äneolithische Siedlung
Die Schichten IV bis I wurden großflächig ausgegraben. Sie enthalten standardisierte Häuser mit quadratischem Grundriss und einer Unterteilung mittels Pfeilern in zwei Raumhälften. Die oberen zwei Schichten sind durch einen die Siedlung gerade durchziehenden Weg und ein Tor am Ostende gekennzeichnet. Dieses Tor führte in eine abschließbare Freifläche, in der nach Ausweis der Tierknochen Festgelage stattfanden. In der untersten Schicht IV wurde ein Haus mit Wandmalerei zweier menschlicher Individuen und abstrakter Muster gefunden.
Die Bewohner Monjukli Depes lebten von Herdenhaltung und Ackerbau. Unter den Herdentieren sind vor allem Schaf und Ziege dominant. Rinder, auch ihre Schädel, spielten bei den Festmählernn eine große Rolle. Unter den Wildtieren sind Gazelle und Onager hervorzuheben. Im Ackerbau waren Gerste und Weizen wichtig, wobei die Analysen potenziell auf einfache Bewässerung hinweisen.
Keramik wurde im äneolithischen Monjukli Depe sehr wenig hergestellt. Auf allgemeinem Niveau zeigen sich Parallelen zum Sialk II- / Cheshme-Ali-Horizont des iranischen Hochlands.